# Hannah Álvarez
Hannah Álvarez (Asturias, 20 de junio de 1986) es una actriz y modelo española que participó como Miss Asturias en el certamen de belleza Miss España 2007, habiendo sido coronada Miss de su provincia un año anterior, en 2006. 
Protagonizó varios videoclips musicales, también fue colaboradora en el programa de televisión “Buenos días Iberoamérica” al mando de la sección del corazón en 2012 y 2013. Adicionalmente tiene un pequeño personaje en la serie de televisión Glow and Darkeness, producción dirigida por José Luis Moreno

## Moda
A partir de que en 2006 se presentara al certamen Miss Asturias, lo ganara y posteriormente participara en Miss España 2007, la modelo Hannah Álvarez empezó a ser conocida en el país.

## Televisión
Su salto a la fama en la televisión llegó con su participación en el programa de Telecinco Nadie es perfecto, presentado en el verano de 2007 por Jesús Vázquez. Hannah competía junto con Curro Hernández Cutillas (Míster Granada 2006), Raúl Hidalgo (actor, modelo y presentador), Lucía Miranda (modelo y actriz) entre otros, en el equipo de los "guapos", con la colaboración de Xavier Deltell.
En 2013 trabajó como colaboradora y presentadora en los programas de televisión Buenos días Iberoamérica y Surprise tv, ambos dirigidos por David Enguita.
En 2020 dio su primer salto al cine formando parte de la figuración en la película The Runner, dirigida por Michelle Danner; rodada en Hollywood; Los Ángeles. En su regreso a España adquiríos meses después un role en la serie de televisión aun en post-production:  GLOW AND DARKNESS, dirigida por Jose Luis Moreno.
En 2021 fue parte del cast de cortos tales como: Escupidos, Pipas y Dragones (ganador del festival de cine andaluz en Casares, Málaga, 2021) Memoria, (ganador del festival de cine de Cádiz 2021) y Escenario de un crimen 2021.
También protagoniza un personaje principal en; Un día de junio, aun en posproducción.